# Halle de glisse

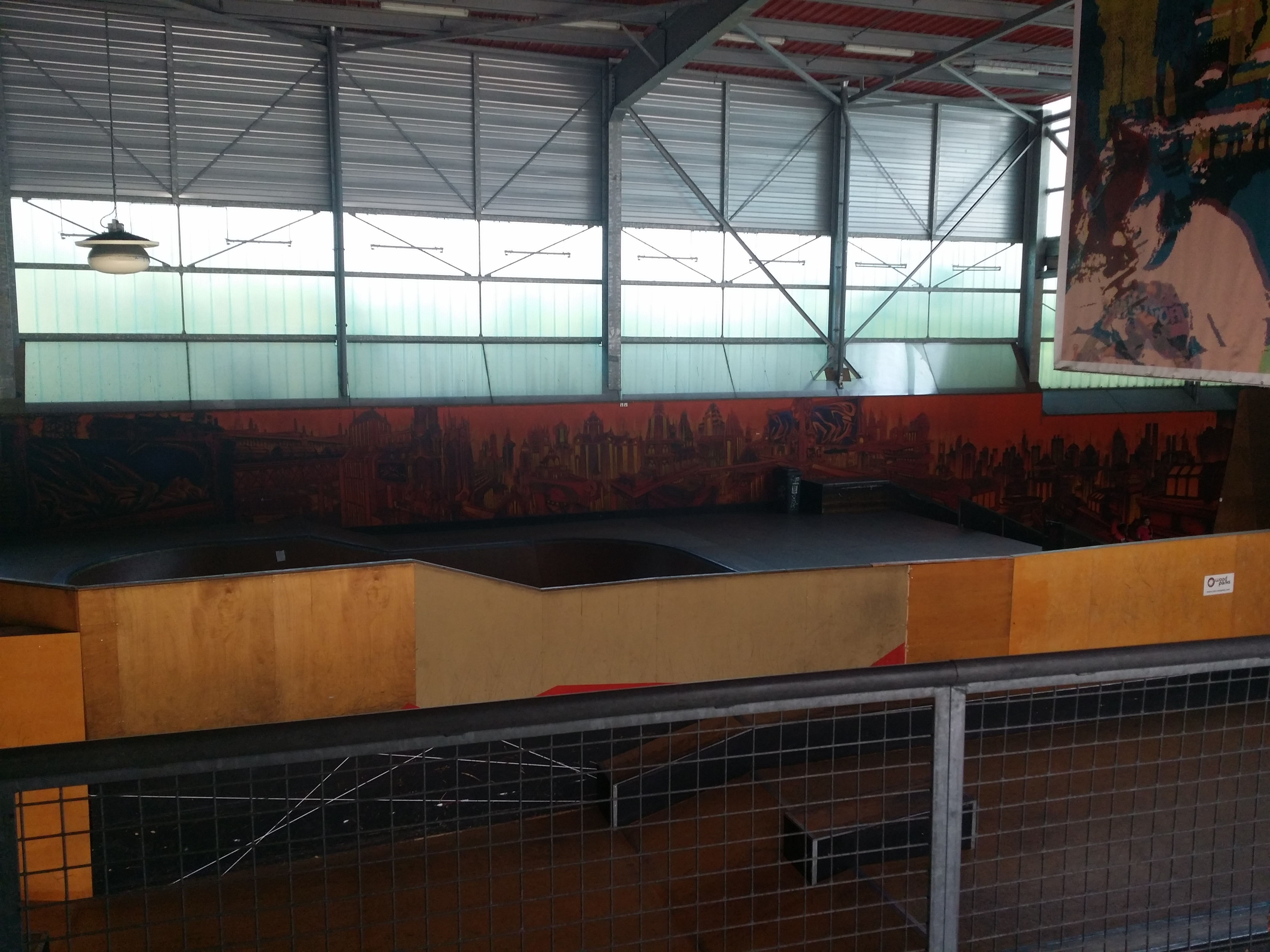
Fresque de la Halle de Glisse.

La Halle de Glisse est un skatepark indoor et outdoor situé dans le quartier de Lille Sud, rue du Faubourg des Postes. La Halle de Glisse est devenue un spot de référence pour le skateboard, le roller et le BMX en France et en Europe. Un studio de danse y a aussi été créé pour permettre aux adeptes de la danse hip-hop de venir s'initier ou se perfectionner. Elle organise de nombreux évènements comme les Championnats de France de skateboard, et, accueille la tournée de Battle of the Year 2010. 

## Équipement

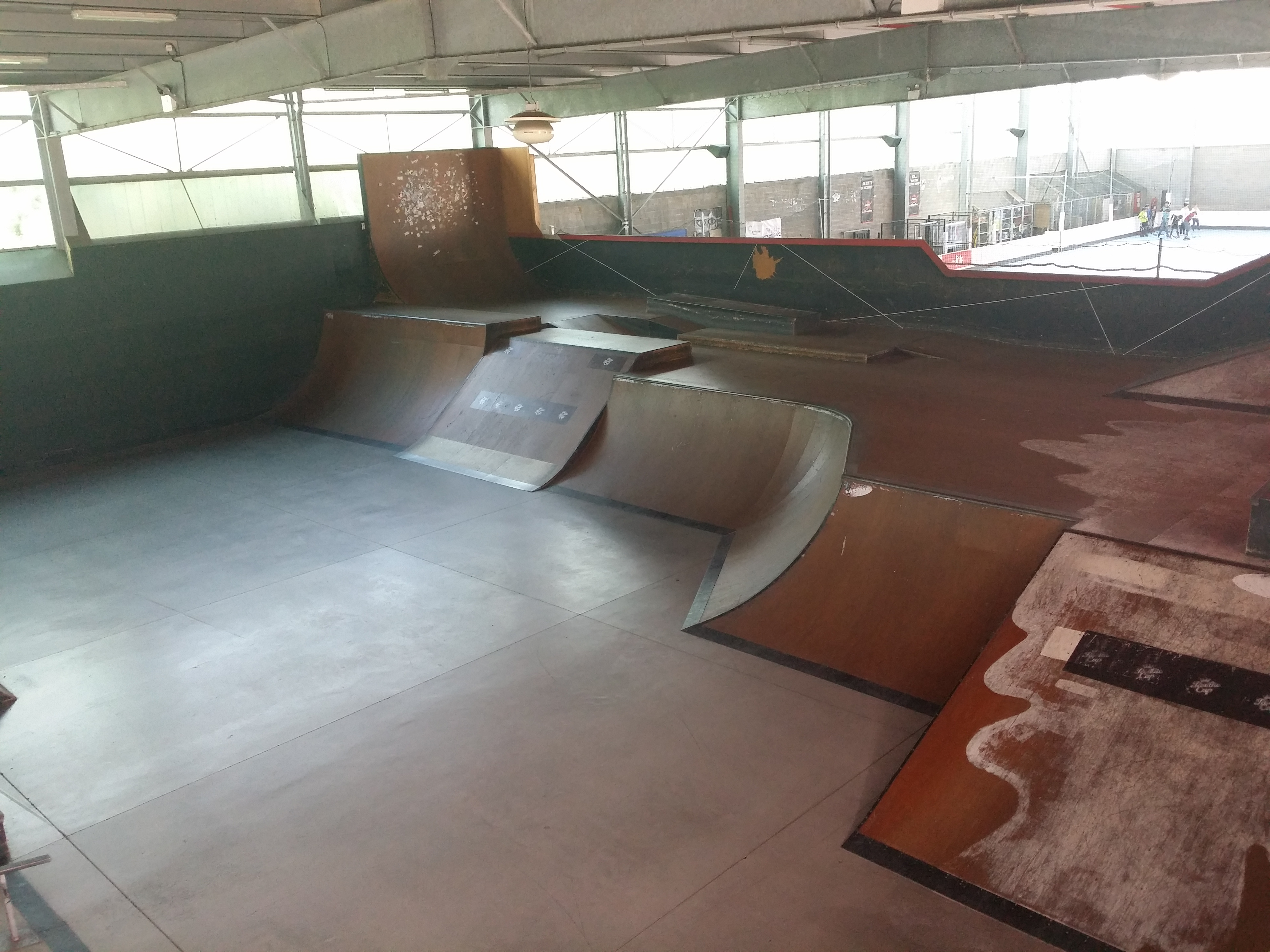
Intérieur de la Halle de Glisse de Lille

La Halle de Glisse s’organise en trois espaces : le skatepark indoor, le skatepark outdoor et le club house.
La zone indoor s’étend sur 3000 m² avec un skatepark couvert de 2000 m² avec un espace d’initiation aux sports de glisse urbaine que sont le skateboard, le roller et le BMX et un espace de pratique avec différents modules tels que les rampes, le bowl, etc. Elle comprend aussi une salle de danse de 100 m² et une patinoire roller. 
La zone outdoor est un parc extérieur de 4 hectares contenant un spot de street s’étendant sur 1500 m², une piste de roller et des parcours de BMX.

## Gestion
À l'origine, la gestion de la Halle de Glisse faisait l’objet d’une délégation de service public à l’Union nationale des centres sportifs de plein air qui prenait aussi en charge l’animation et la promotion du site[réf. nécessaire].